# Hakarps distrikt
Hakarps distrikt är ett distrikt i Jönköpings kommun och Jönköpings län. 
Distriktet ligger öster om Huskvarna. 

## Tidigare administrativ tillhörighet
Distriktet inrättades 2016 och utgörs av en del av området som till 1971 utgjorde Huskvarna stad, delen som före 1967 utgjorde Hakarps socken.
Området motsvarar den omfattning Hakarps församling hade vid årsskiftet 1999/2000.